# Вилистон (Флорида)
Вилистон (енгл. Williston) град је у америчкој савезној држави Флорида. По попису становништва из 2010. у њему је живело 2.768 становника.

## Демографија
Према попису становништва из 2010. у граду је живело 2.768 становника, што је 471 (20,5%) становника више него 2000. године.
| Група             | 2000.         | 2010.         |
| Белци             | 1.640 (71,4%) | 1.729 (62,5%) |
| Афроамериканци    | 524 (22,8%)   | 648 (23,4%)   |
| Азијати           | 17 (0,7%)     | 44 (1,6%)     |
| Хиспаноамериканци | 82 (3,6%)     | 313 (11,3%)   |
| Укупно            | 2.297         | 2.768         |